# 寿貴人
寿貴人（じゅきじん、壽貴人とも、？ - 嘉慶14年（1809年）2月21日）は、清の乾隆帝の妃嬪。姓は姓は柏氏とされる。

## 生涯
生年は不詳だが、誕生日は2月1日である。
嘉慶元年（1796年）、内務府が報告した乾隆60年（1795年）および嘉慶元年の宮中記録によると、当時乾隆帝の後宮にいた主な妃嬪は、穎妃・惇妃・婉妃・循妃・恭嬪・芳嬪・鄂貴人・白貴人であり、「寿貴人」の名は見当たらなかった。そのため、学者の中には、晋妃富察氏と寿貴人は嘉慶2年（1797年）の外八旗選秀で選ばれ、太上皇（退位後の乾隆帝）の貴人として入宮したのではないかと推測する者もいる。
嘉慶2年12月28日、敬事房（宮廷の記録・管理部門）の記録には「新しく進んだ貴人二名、宮分（後宮の住まい）へ入るべし」とあり、これは晋貴人と寿貴人を指す可能性がある。嘉慶3年（1798年）2月1日、寿貴人の誕生日には果物の供え物が贈られた。これは、すでに彼女が正式に入宮していたことを示している。
嘉慶14年（1809年）2月21日、寿貴人は薨去し、同年3月18日に鄂貴人と共に清東陵の裕陵妃園寢に埋葬された。寿貴人の陵墓（宝頂）は、埋葬地の第五列の最西端に位置する。
嘉慶23年（1818年）の朱墨写本『星源集慶』には次のように記されている。
「寿貴人柏氏は、もとは常在であったが、乾隆59年（1794年）12月に寿貴人の号を賜った。嘉慶年間には寿太貴人と尊称され、嘉慶14年（1809年）己巳2月21日に卒す。」

## 他の妃嬪との同一性について
一部の学者は、怡嬪の妹である柏氏と寿貴人、そして那答応（那常在）が同一人物である可能性を推測している。また、怡嬪の妹である柏氏は、乾隆10年（1745年）に内務府の三旗女子選秀で宮中に入った後、宮女となり、乾隆29年（1764年）3月22日に愉妃のもとで「学規矩女子（宮中の礼儀作法を学ぶ女性）」として、那答応に昇格した。しかし、後に那常在に降格し、乾隆59年（1794年）10月22日には、再び常在から寿貴人へ昇格したと考えられている。
ただし、怡嬪の妹が寿貴人であるという説には確証がなく、さらなる証拠が必要とされている。研究者の黄麗君は、嘉慶13年（1808年）5月26日未の刻に薨去した乾隆帝の白貴人（白太貴人）は『内務府呈稿』で「柏太貴人」と記されていることから、彼女の姓が柏氏であった可能性が高いと指摘している。しかし、宮廷の公式記録がまだ公開されていないため、怡嬪の妹が白貴人なのか寿貴人なのかを断定することは困難である。
現在、研究者の王冕森の考証によると、『乾隆至嘉慶年添減底帳』には、乾隆59年（1794年）10月22日に「鄂常在が鄂貴人に、白常在が白貴人に昇格した」と記されている。そのため、怡嬪の妹である柏氏は白貴人であり、白貴人・寿貴人・那答応はそれぞれ異なる人物であると推測される。

## 伝記資料
- 『清史稿』